# 安东尼奥·德拉克鲁兹
安东尼奥·德拉克鲁兹（西班牙語：Jesús Antonio de la Cruz Gallego，1947年5月7日—）是一名西班牙已退役足球運動員，退役前司職後衛，他也曾經是一名足球教練。
他在西班牙足球甲级联赛中共出場247次，並且为格拉纳达足球俱乐部和巴塞罗那足球俱乐部打进6球。他也是1970年代的西班牙國家足球隊隊員，並且代表國家隊參加1978年國際足協世界盃。